# 군함행진곡
군함행진곡(일본어: 軍艦行進曲 군칸 코신쿄쿠[*], 영어: Warship March)은 일본군의 군가이다. 지금도 해상자위대에서 사용한다. 현대 일본에서는 군함 마치(軍艦マーチ)라고도 알려져 있다.

## 개요
도리야마 히라쿠(鳥山啓) 작사의 「이 성(此の城)」에 곡을 붙여 군가로 했고, 그 후 1897년 무렵에 준사관상당관이었던 세토구치 도키치(瀬戸口藤吉)가 새롭게 작곡해 1900년(메이지(明治) 33년))에 「군함행진곡」으로써 탄생했다. 첫 연주는 1900년 4월 전함 후지(富士)의 승조원 군악대가 연주했다. 1941년(쇼와(昭和) 16년) 태평양전쟁 개전시에 배경음으로 연주된 것이 유명하며, 그 당시 일본의 체제였던 군국주의에 의해 태평양전쟁 기간 중에 계속 라디오에서 흘러나왔다. 이에 따라 유명도가 상당하였기에 전후에는 파칭코 가게의 배경음악 등으로 사용되기도 하였다. 구 일본제국 해군(IJN) 및 현재의 해상자위대의 공식행진곡으로, 진수식 등에서 연주된다.

## 가사
1절과 2절을 부른 후 옥쇄를 표현한 곡인 <바다에 가면>(海行かば)을 붙여 부르는 것이 일반적이다.

### 일본어
1절
守るも攻むるも黒鐵（くろがね）の
浮かべる城（しろ）ぞ頼（たの）みなる
浮かべるその城（しろ）日（ひ）の本（もと）の
皇國（みくに）の四方（よも）を守（まも）るべし
眞鐵（まがね）のその艦（ふね）日の本に
仇（あだ）なす國（くに）を攻（せ）めよか
2절
石炭（いわき）の煙（けむり）は大洋（わだつみ）の
龍（たつ）かとばかり靡（なび）くなり
彈（たま）撃（う）つ響（ひび）きは雷（いかづち）の
聲（こゑ）かとばかり響（どよ）むなり
萬里（ばんり）の波濤（はとう）を乘り越えて
皇國（みくに）の光（ひかり）輝かせ
(3절; 바다에 가면)
海行かば
水漬く屍
山行かば
草生す屍
大君の辺にこそ死なめ
長閑には死なじ

#### 한글 표기
1절
마모루모 세무루모 쿠로가네노
우카베루 시로조 타노미나루
우카베루 소노시로 히노모토노
미쿠니노 요모오 마모루베시
마가네노 소노후네 히노 모토니
아다나스 쿠니오 세메요카시
2절
이와키노 케무리와 와다츠미노
타츠카토 바카리 나비쿠나리
타마우츠 히비키와 이카즈치노
코에가토 바카리 도요무나리
반리노 하토우오 노리코에테
미쿠니노 히카리 카가야카세
(3절)
우미 유카바
미츠스쿠 카바네
야마 유카바
쿠사무스 카베네
오키미노 헤니 코소시나메
노도리하 시나지

### 한국어 해석
1절
방어도 공격도 강철의
떠있는 성이라, 믿음직하다
떠있는 그 성은 태양의 근본된
황국의 사방을 수호할지라
강철의 그 함선은 태양의 근본에
대적하는 나라를 무찌르리라
2절
석탄의 연기는 대양의
용과 같이 나부낄 뿐
탄환 쏘는 소리는 벼락의
소리와도 같이 울릴 뿐
만리의 파도를 넘어 올라서
황국의 영광, 빛내어 보리
(3절)
바다로 가면
물에 잠긴 송장
산으로 가면
풀이 난 송장
천황 폐하의 곁에서 죽으면
편히 죽지는 않으리라